# Karol Rychliński

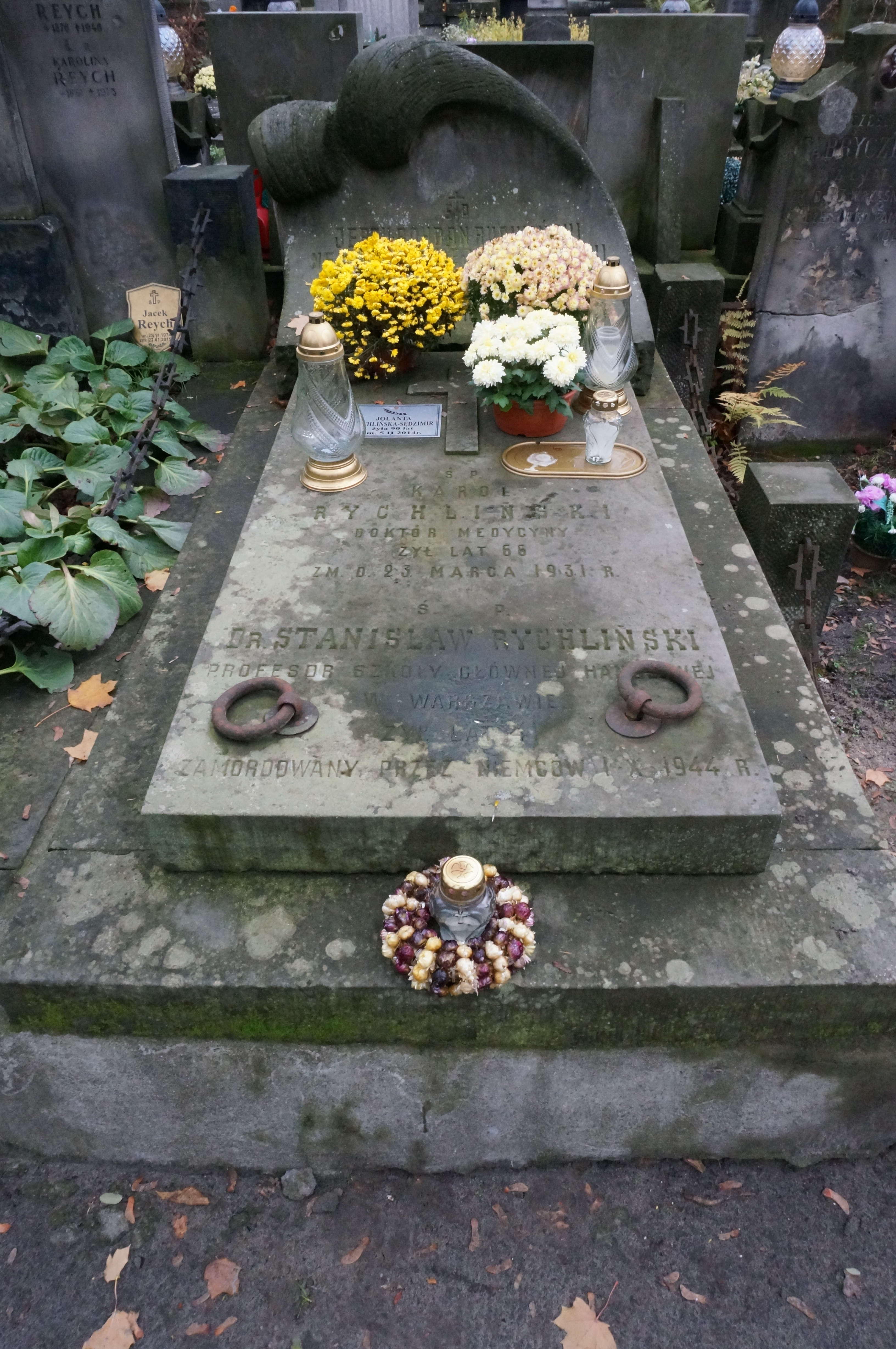
Grób Karola Rychlińskiego na cmentarzu Powązkowskim

Karol Edward Rychliński (ur. 2 listopada 1864 w Świniarach, zm. 23 marca 1931 w Drewnicy) – polski lekarz psychiatra, działacz społeczny.

## Życiorys
Syn Władysława Rychlińskiego i Elżbiety Lambelet. Ojciec za udział w powstaniu styczniowym został zesłany na Syberię i z zesłania już nie powrócił.
Karol Rychliński uczęszczał do progimnazjum w Sandomierzu, a potem do gimnazjum w Radomiu. Po uzyskaniu świadectwa dojrzałości w 1884 roku rozpoczął studia medyczne na Cesarskim Uniwersytecie Warszawskim. Już w czasie studiów interesował się psychiatrią, pracując w klinice pod kierunkiem Romualda Pląskowskiego. Po ukończeniu studiów w 1890 pracował jako asystent w Szpitalu św. Jana Bożego. W 1897 został ordynatorem. W klinice, kierowanej wówczas przez Nikołaja Popowa, pracował do 1907 roku.
Od października 1900 był członkiem pierwszego Zarządu Towarzystwa Pomocy Lekarskiej i Opieki nad Umysłowo i Nerwowo Chorymi. Był współzałożycielem z Pelagią Popławską Szpitala Psychiatrycznego w Drewnicy (1903) i został jego pierwszym dyrektorem. Stanowisko to piastował do 1927. Przez wiele lat był wiceprezydentem Warszawy. Dzięki jego staraniom szpital przetrwał I wojnę światową. Z jego inicjatywy pobudowano wiele nowych obiektów funkcjonujących obecnie.
2 maja 1922 został odznaczony Krzyżem Oficerskim Orderu Odrodzenia Polski „za zasługi, położone dla Rzeczypospolitej Polskiej na polu pracy obywatelskiej”.
W uznaniu zasług Rychlińskiego 25 czerwca 1932, z inicjatywy pracowników na terenie szpitala odbyła się uroczystość odsłonięcia pomnika dłuta artysty Michała Kamieńskiego, który stoi do dzisiaj naprzeciwko pawilonu IV.
Pochowany jest na cmentarzu Powązkowskim (kwatera 175, rząd 2, grób 20).
Żonaty z Ireną Jadwigą z Pomianowskich. Mieli trzech synów: Jerzego Bohdana (1892–1974), Jana Pawła (1899–1928) i Stanisława Karola (1903–1944).

## Wybrane prace
- Przyczynek do anatomii patologicznej amencji. „Gazeta Lekarska”, 1891
- Przyczynek do nauki o ostrych psychozach. „Gazeta Lekarska” 12, s. 377, 405, 1892
- Przyczynek do badania drobnowidzowego mózgu. „Kronika Lekarska” 13, s.  576–579, 1892
- Anormalny pęczek wlókien nerwowych na dnie 4 komory. „Kronika Lekarska” 14, s. 643–649, 1893
- Przyczynek do nauki o psychozach periodycznych i pojmowaniu zboczeń umysłowych. „Medycyna”, 1894
- Przypadek t.zw. „dystrophia musculorum progressiva”. „Gazeta Lekarska” 14, s. 362–370, 1894
- Przyczynek do nauki o padaczce Jackson’a. „Gazeta Lekarska”, 1894
- Ein Fall hallucinatorisch-periodischer Psychose. „Archiv für Psychiatrie und Nervenkrankheiten”. 28 (2), s. 625–639, 1896. DOI: 10.1007/BF01807840.
- Przyczyny powstawania bezwładu postępującego (paralysis progressiva); studyum literackie a poczęści krytyczne. „Nowiny Lekarskie”, 1899
- Środki ku powstrzymaniu alkoholizmu. „Nowiny Lekarskie”, 1900
- Opieka nad umysłowo-chorymi w Europie XIX wieku. „Ateneum”, 1901
- Karol Rychliński, Teodor Łapiński. Dwa przyczynki do barwienia włókien nerwowych. „Przegląd Lekarski” 40 (21), s. 283–284, 1901
- W sprawie opieki nad obłąkanymi. „Czasopismo Lekarskie” 4, s. 102–109, 1902
- Dwa przypadki meningitis circumscripta luetica i jeden przypadek encephalitis diffusa. „Nowiny Lekarskie”, 1903